# Godwin von Brumowski

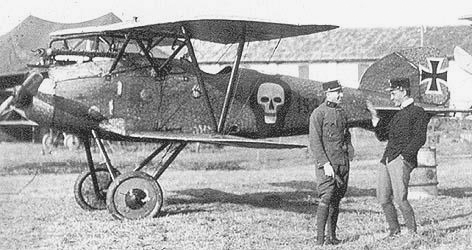
Dvě letecká esa na italské frontě, vlevo Godwin von Brumowski, vpravo Frank Linke-Crawford

Godwin von Brumowski (26. července 1889, Wadowice, Halič – 3. června 1936, letiště Schiphol, Nizozemsko) byl za první světové války nejúspěšnějším leteckým esem v Rakousku-Uhersku. Je mu připisováno 35 vzdušných vítězství (z nichž dvanácti dosáhl s jinými piloty), dalších osm není potvrzeno.

## Vojenská kariéra

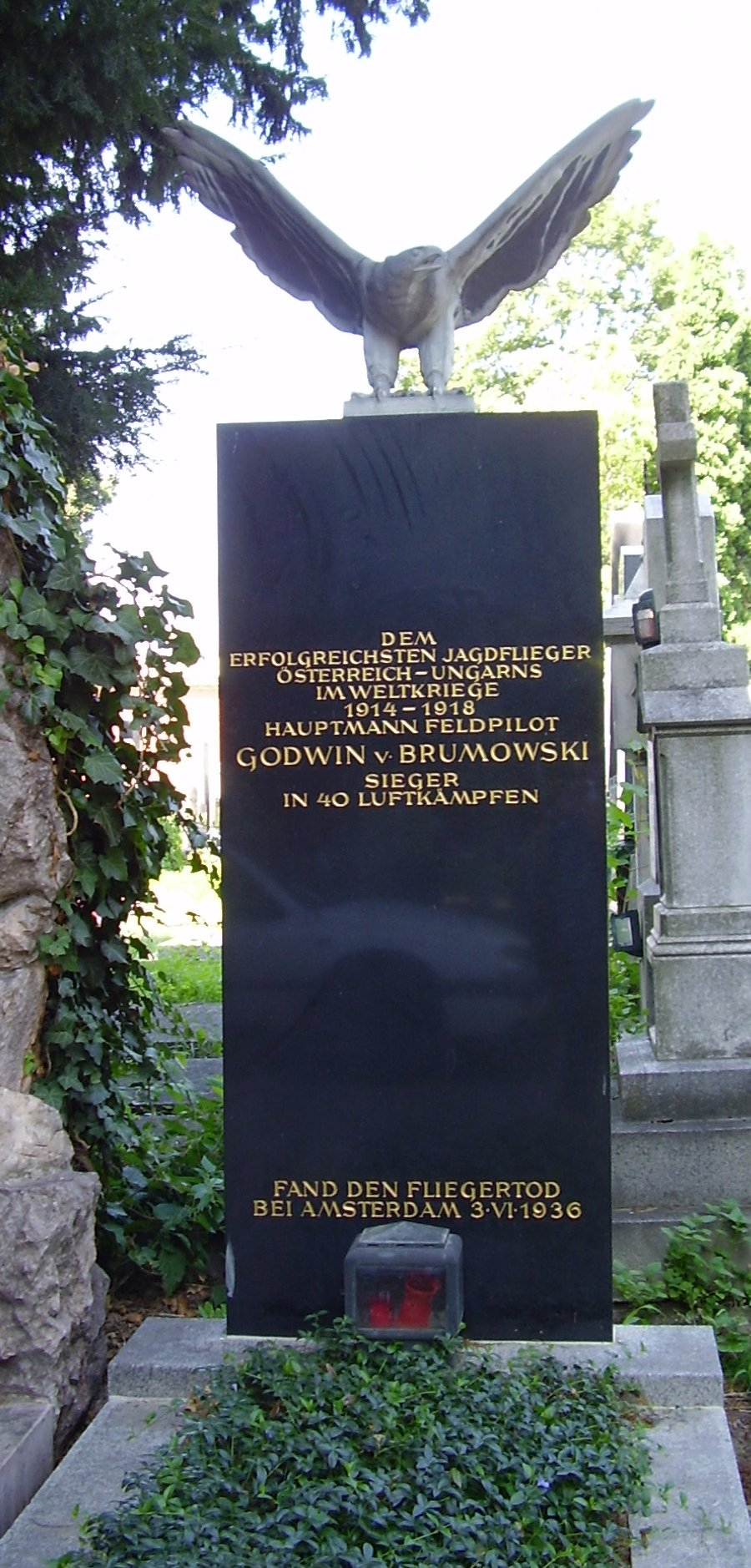
Hrob G. von Brumowského ve Vídni

Sloužil nejprve na ruské frontě. Za své působení získal bronzovou a stříbrnou vojenskou medaili za chrabrost. Poté byl převelen k Luftfahrtruppen.
Od července 1915 působil jako letecký pozorovatel u Flik 1 v Černovicích na Ukrajině, pod velením vojenského hejtmana Otto Jindry.
O rok později se stal pilotem, přestože špatně viděl na pravé oko. V listopadu 1916 se přesunul k Flik 12 na italskou frontu. Již tohoto roku si připsal 4 vzdušná vítězství.
Jeho vůbec první dvě přitom nebyly žádným osamoceným leteckým soubojem: společně s českým pilotem Otto Jindrou zaútočili u ukrajinského města Chotyn na vojenskou přehlídku, kterou právě sledoval car Mikuláš II. Rozprášili přehlídku shozením sedmi ručních pum a sestřelili dva z několika ruských letounů.
V roce 1917 si Brumowski připsal sérii 25 sestřelů, o rok později jich bylo dalších šest (jde o potvrzené sestřely).

### Obchod se sestřely
Osobní mechanik Godwina Brumowskiho a Josefa Nováka, František Šimek tvrdil, že Brumowski od Nováka sestřely kupoval. Ctižádostivé eso mu za ně platilo 500 korun a 500 lir jako bonus od velení armády za každý sestřel, celkem údajně měl Brumowski od Nováka (který s ním často létal jako jeho dvojka) koupit 19 sestřelů.

## Poválečná léta
Rozpad Rakouska-Uherska nesl von Brumowski velmi těžce. Deset let farmařil na pozemcích své tchyně v Sedmihradsku. Byl ale jednak městský člověk a jednak neuměl maďarsky, což mu ztěžovalo dorozumění se zaměstnanci, a proto se mu příliš nedařilo. Snažil se rozptýlit adrenalinovými zábavami.
Nakonec opustil svou ženu a dceru a roku 1930 založil ve Vídni leteckou školu. Také se znovu oženil.
Počátkem 30. let létal pro rakouskou organizaci Heimwehr, roku 1934 podnikl několik průzkumných letů v průběhu rakouské občanské války.
Dne 3. června 1936 zahynul na letišti Schiphol při havárii letadla, v němž letěl jako instruktor rakouského studenta.